# Menintingeisvogel
Der Menintingeisvogel (Alcedo meninting) ist ein asiatischer Eisvogel.

## Merkmale
Der 17 cm lange und 18 g schwere Menintingeisvogel sieht dem europäischen Eisvogel sehr ähnlich, jedoch sind die blaue Oberseite und die orange Unterseite intensiver gefärbt. Außerdem sind beim Altvogel die Ohrendecken blau anstatt orange.

## Vorkommen
Von bis zu zehn Unterarten werden sechs allgemein anerkannt:
- Alcedo m. meninting Horsfield, 1821lebt auf Sumatra, Java, Bali, Lombok, Banggai, den Sula-Inseln und wahrscheinlich auf Sulawesi, Nias und den Sulu-Inseln
- Alcedo m. verreauxii De La Berge, 1851 kommt auf der malaiischen Halbinsel südlich des 10. Breitengrades, auf Borneo, Palawan, Bangka, den Sulu-Inseln, den Pagi-Inseln, den Belitung-Inseln und dem Riau-Archipel vor
- Alcedo m. scintillans Baker, ECS, 1919 lebt in Burma und Thailand zwischen dem 10. und 16. Breitengrad
- Alcedo m. phillipsi Baker, ECS, 1927 kommt auf Sri Lanka und in Teilen von Kerala vor
- Alcedo m. rufigaster Walden, 1873 lebt auf den Andamanen
- Das Verbreitungsgebiet von Alcedo m. coltarti Baker, ECS, 1919 reicht von Indochina bis nach Nepal und ins östliche Indien

Der Vogel lebt an Flüssen und Teichen in dichten immergrünen Wäldern.

## Verhalten
Der Menintingeisvogel ist ein einzelgängerischer und scheuer Vogel, der von einem Ansitz am Wasser aus jagt. Er ernährt sich von Fischen, Krustentieren und Insekten, die er im Flug fängt.

## Fortpflanzung
Die Bruthöhle wird in eine senkrechte Sandbank gegraben und besteht aus einem 55–60 cm langen Tunnel mit 5 cm Durchmesser, der in einer 10–12 cm hohen und 12–14 cm breiten Kammer endet.